# Josef Mixa
Josef Mixa (28. února 1921 Záhoří – 9. prosinec 2016 Praha) byl český herec, režisér a divadelní ředitel, otec herečky Zuzany Mixové, děda herce Ondřeje Brouska.

## Život
Od mládí hrál i režíroval ochotnické divadlo. Po maturitě na gymnáziu během 2. světové války (Soběslav 1941) pracoval jako pomocný železniční dělník. Studium herectví absolvoval až po válce v letech 1945 až 1946 v Divadelní škole práce E. F. Buriana. Od roku 1946 byl ve svém prvním angažmá v divadle v Mladé Boleslavi. Od roku 1948 až do roku 1991 (s přestávkou v letech 1971 až 1973, kdy byl ve funkci uměleckého ředitele a režiséra v Divadle E. F. Buriana) působil v činohře Národního divadla v Praze. Vyhovoval mu spíše klasický český repertoár, kde často hrával postavy venkovských mužů z lidu, uplatnil se zde také jako libretista a režisér.
V českém filmu vytvořil pouze jedinou hlavní roli ve filmové adaptaci Tylovy klasické divadelní předlohy Strakonický dudák z roku 1955. Jeho ostatní filmové a televizní role byly pouze vedlejší nebo epizodní.
Hrál například v seriálu Ve znamení Merkura (1978), Dnes v jednom domě (1979), Okres na severu (1980) či Rodáci (1988) nebo ve filmech Jan Hus (1954) a Hrátky s čertem (1956).
Rovněž jsme jeho hlas mohli slýchat v dabingu, například namluvil Tricarda (v originále herec Guy Grosso) ve filmu Četník ve výslužbě (1970).
Jednalo se také o dobrého recitátora, který svůj umělecký přednes uplatňoval zejména v Československém rozhlase.

## Ocenění
- 1963 zasloužilý člen ND
- 1971 titul zasloužilý umělec

## Vzpomínkové knihy
- 1996 Nedoručené dopisy
- 1999 Bláznivá rodinka: veselé divadelní, filmové, rodinné pelmel
- 2006 Hercovo bláhové rozpomínání